# Ali Babacan

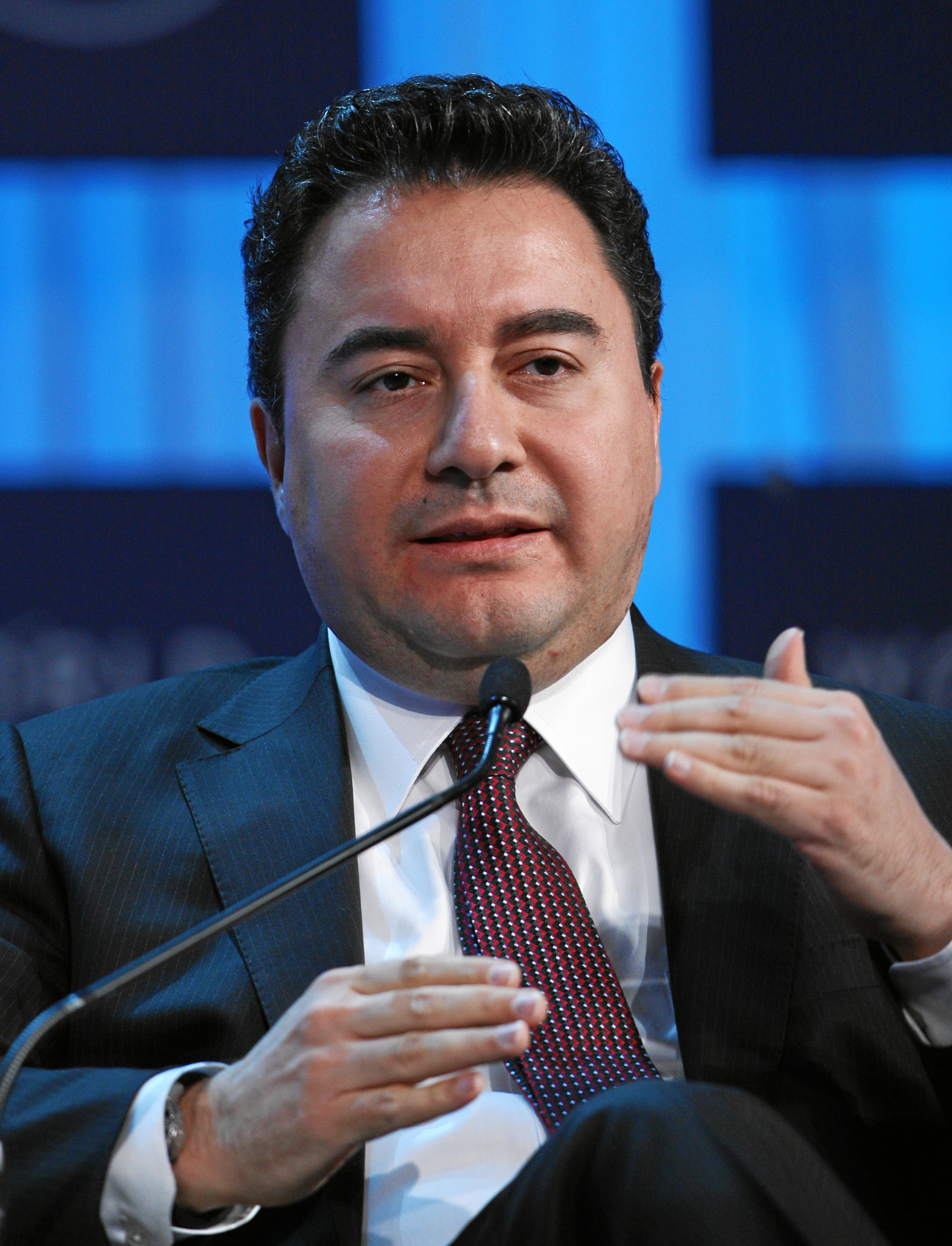
Ali Babacan

Ali Babacan  (*Ankara, 4 de abril de 1967 - ) es un ingeniero industrial y político turco. Entre el 2002 y 2007, fue Ministro de Economía y entre el 2007 y 2009 Ministro de Relaciones Exteriores de la República de Turquía.
Nacido el 4 de abril de 1967 en Ankara, Turquía, asistió a la Universidad Técnica de Oriente Medio en Ankara y en 1989 obtuvo una Licenciatura en Ingeniería Industrial con las máximas calificaciones. Viajó a los EE. UU. gracias a una Beca Fulbright para realizar estudios de postgrado y en 1992 recibió un MBA de la Kellogg School of Management de la Northwestern University en Evanston, Illinois, con especialización en marketing, comportamiento organizacional y negocios internacionales.